# Erik Lee
Erik Denver Lee, född 17 december 1980 i Stockholm, är en svensk operasångare (basbaryton) och tonsättare.
Lee studerade sång för bland andra Karin Mang-Habashi, Ingrid Eksell-Elders, Helena Janzén, Fabio Yepes de Acevedo, hovsångerskan Ingrid Tobiasson, Agneta Hagerman, Laura Sarti och Patrizia Morandini. Han är utbildad vid Operastudio 67 på Kulturama i Stockholm och vid Guildhall School of Music and Drama, London.
Han är son till dirigenten Everett Lee.

## Operaroller (urval)
- Elviro (Xerxes, Georg Friedrich Händel)
- Crespel (Hoffmanns äventyr, Jaques Offenbach)
- Papageno (Trollflöjten, Wolfgang Amadeus Mozart)
- Guglielmo (Così fan tutte, Wolfgang Amadeus Mozart)
- Masetto (Don Giovanni, Wolfgang Amadeus Mozart)
- Méphistophélès (Faust, Charles Gounod)
- Padre Guardiano (Ödets makt, Giuseppe Verdi)
- Filippo II (Don Carlos, Giuseppe Verdi)
- Seneca (L'incoronazione di Poppea, Claudio Monteverdi)
- Colline (La Bohème, Giacomo Puccini)
- Michele (Il Tabarro, Giacomo Puccini)

## Kompositioner
- Kammarverk för Nordiska ungdomsorkestern (1995)
- Kammarverk för Nordiska ungdomsorkestern (1996)
- Sånger för röst och piano